# Berlin-Blockade

Besatzungszonen in Deutschland nach dem Zweiten Weltkrieg

Die vier Sektoren Berlins

Als Berlin-Blockade (auch: Erste Berlin-Krise) wird die Blockade der drei Westsektoren Berlins durch die Sowjetunion vom 24. Juni 1948 bis 12. Mai 1949 bezeichnet. Als Folge dieser Blockade konnten die Westalliierten den Westteil Berlins, der teils von der Sowjetischen Besatzungszone (SBZ), teils vom Sowjetischen Sektor Berlins umgeben war, nicht mehr über die Land- und Wasserverbindungen versorgen. Die Blockade war ein Mittel im Kalten Krieg, mit dem die Sowjetunion versuchte, West-Berlin und in der Folge ganz Deutschland in ihren Machtbereich einordnen zu können. Begründet wurde sie zunächst mit der Tage zuvor von den Westalliierten in der Trizone eingeleiteten Währungsreform. Die Westalliierten begegneten der Blockade mit der Berliner Luftbrücke und mit einer Gegenblockade. Die Sowjetunion hob die Berlin-Blockade auf, ohne ihre Ziele erreicht zu haben.

## Vorgeschichte

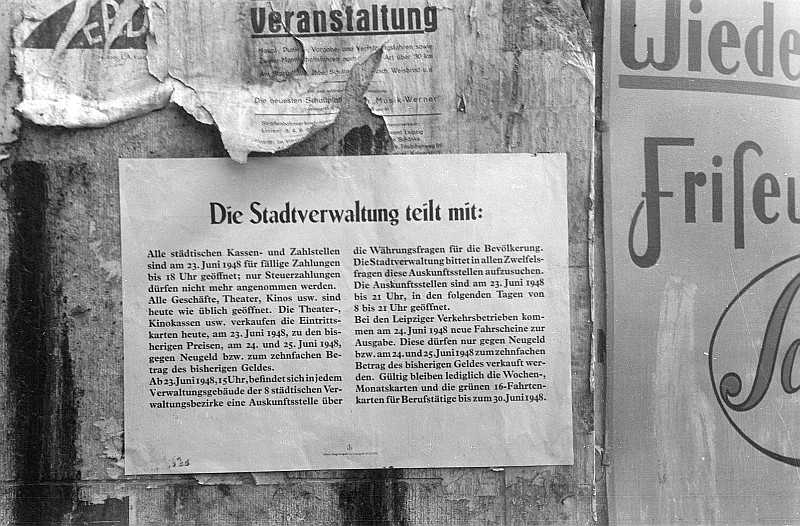
Ostdeutsches „Neugeld“ ab 23. Juni 1948 durch Markieren alter Reichsmarknoten

### Londoner Protokoll zum besonderen Status Berlins
Im Londoner Protokoll über die Besatzungszonen in Deutschland und die Verwaltung von Groß-Berlin hatten die Vier Mächte in Punkt 1 festgelegt:

„Deutschland wird […] zum Zwecke der Besetzung in vier Zonen eingeteilt, von denen je eine einer der vier Mächte zugewiesen wird, und ein besonderes Berliner Gebiet, das der gemeinsamen Besatzungshoheit der vier Mächte unterworfen wird.“

Dieses „besondere Berliner Gebiet“ sollte gemäß Punkt 2 des Protokolls „gemeinsam von den […] Streitkräften der USA, des UK, der UdSSR und der Französischen Republik besetzt [werden]. Zu diesem Zweck wird das Gebiet von Groß-Berlin in vier Teile eingeteilt.“ Diese Teile nannte man später Sektoren. Die Stadt lag also nach der bedingungslosen Kapitulation am Ende des Zweiten Weltkriegs als Viersektorenstadt zwar geografisch mitten in der SBZ, sollte aber aufgrund des Vier-Mächte-Status politisch durch die Alliierte Kommandantur verwaltet werden. Die vier Besatzungszonen wurden durch den Alliierten Kontrollrat regiert, der darüber hinaus im gegenseitigen Einvernehmen Entscheidungen über alle Deutschland als Ganzes betreffenden wesentlichen Fragen traf. Denn völkerrechtlich übte der Kontrollrat die auswärtige Gewalt für „Deutschland innerhalb der Grenzen, wie sie am 31. Dezember 1937 bestanden“ aus.

### Zugesicherte Versorgungswege, ausgeschlossene Versorgung
Bei der Festlegung der Sektoren in der Konferenz von Jalta waren keine Regelungen über die Verkehrswege zwischen den Berliner West-Sektoren und den West-Zonen getroffen worden. Am 29. Juni 1945, einige Tage vor dem Einzug ihrer Truppen in die West-Sektoren, forderten daher General Lucius D. Clay und General Ronald Weeks von ihrem Kollegen Marschall Georgi Schukow vier Zuglinien, zwei Straßen und zwei Luftkorridore, um darüber ihre Soldaten und deren Angehörige versorgen zu können. Schukow gestand zunächst nur eine Zuglinie, eine Straße (über Helmstedt-Marienborn) und einen Luftkorridor zu. Im zwischenzeitlich eingerichteten Kontrollrat sicherten die Sowjets am 10. September 1945 den nunmehr drei westlichen Stadtkommandanten mündlich zu, dass täglich bis zu zehn Züge durch die SBZ nach West-Berlin fahren dürfen. Diese Zahl wurde am 3. Oktober 1947 auf 16 Züge pro Tag erhöht – allerdings erneut nicht durch schriftlichen Vertrag. Am 30. November 1945 wurden den westlichen Stadtkommandanten drei Luftkorridore von Hamburg, Hannover und Frankfurt am Main nach Berlin schriftlich zugesagt. Am 26. Juni 1946 sagte die sowjetische Seite schriftlich zu, dass unter bestimmten Einschränkungen auch die Wasserwege durch die SBZ von und nach West-Berlin genutzt werden dürfen, worüber bisher die ganz überwiegende Menge der Steinkohle aus dem Ruhrgebiet nach Berlin gekommen war.
In einer informellen Besprechung am 7. Juli 1945, also noch vor Einrichtung der Berliner Kommandantur und des Alliierten Kontrollrats für gesamtdeutsche Fragen, erklärte Marschall Schukow, dass die westlichen Sektoren Berlins weder mit Lebensmitteln noch mit Steinkohle aus der SBZ versorgt würden, weil die SBZ derzeit in großem Umfang durch Lebensmittel aus der Sowjetunion versorgt werden müsse und das Kohlerevier in Schlesien inzwischen unter polnischer Verwaltung stehe. Clay und Weeks akzeptierten dies. Zwar wurde die Vorgabe Schukows anfangs noch unter Mitwirkung oder doch Billigung der sowjetischen Seite in eigenem Interesse umgangen, im Verlauf der Blockade aber zunehmend konsequent umgesetzt.

### Zunahme der Spannungen und Behinderungen
Bereits im April 1945, noch vor der Kapitulation und vollständigen Besetzung Deutschlands, hatte Josef Stalin gegenüber Milovan Djilas dargelegt, was er als Folge militärischer Besetzungen ansah: „Wer ein Gebiet besetzt, wird auch sein Gesellschaftssystem bestimmen. Jeder wird sein System so weit einführen, wie seine Armee vorrücken kann.“ Entsprechend kam es seit 1944 zur Errichtung sozialistischer bzw. kommunistischer Regimes in den osteuropäischen Staaten Polen (1944), Albanien (1944), Bulgarien (1944), Ungarn (1945), Tschechoslowakei (1948) und Rumänien (1948). Auf diese Expansion antworteten die Westmächte ab 1947 mit ihrer Containment-Politik, der Ost-West-Konflikt vertiefte sich. Im durch die vier Mächte besetzten Deutschland wurde er besonders deutlich. Abweichend vom Beschluss im Zonenprotokoll vertrat die Sowjetunion immer häufiger die Auffassung, die ehemalige Reichshauptstadt Berlin sei als Ganzes Bestandteil ihrer Besatzungszone. Sie schränkte die Zufahrtswege von den Westzonen in die Westsektoren Berlins immer wieder ein, meist unter der Angabe technischer Schwierigkeiten oder formaler Erfordernisse – es entwickelte sich nach den Worten des französischen Präsidenten ein „Krieg der Nadelstiche“ (‚une petite guerre à coups d’épingles‘): So erklärte die Sowjetische Militäradministration in Deutschland (SMAD) Mitte Januar 1948 die Durchfahrgenehmigungen für Transporte auf der Autobahn zwischen Helmstedt und Berlin für ungültig. Zehn Tage später wurde der Nachtzug von Berlin nach Bielefeld in der SBZ aufgehalten. 120 deutsche Passagiere wurden nach Berlin zurückgeschickt, die übrigen, Angehörige der britischen Besatzungsmacht, durften erst nach elf Stunden Wartezeit weiterfahren. Im Februar wurde ein unter amerikanischer Regie fahrender Eisenbahnzug behindert, weitere Schikanen der sowjetischen Besatzungsbehörden trafen auch die Binnenschifffahrt.
Am 12. März 1948 hatte der sowjetische Außenminister Molotow nach einer Besprechung Stalins mit militärischen Beratern ein Memorandum erhalten, wie die westlichen Alliierten durch ein „Regulieren“ des Zugangs zu Berlin unter Druck gesetzt werden könnten. Am 26. März 1948 suchten die Vorsitzenden der Sozialistischen Einheitspartei Deutschlands (SED), Wilhelm Pieck und Otto Grotewohl, Stalin auf. Pieck berichtete, im Oktober sei die nächste Wahl in Berlin, er glaube nicht, die SED werde dabei besser abschneiden als 1946, und wünsche, man wäre die Alliierten los. Stalin entgegnete, vielleicht könnten die Alliierten aus Berlin „herausgeworfen“ werden.
Seit 23. Februar 1948 fand unter Ausschluss der Sowjetunion die Londoner Sechsmächtekonferenz statt. Bereits ein Zwischen-Kommuniqué vom 6. März 1948 ließ eine enge wirtschaftspolitische Zusammenarbeit der drei Westzonen unter Nutzung des Marshallplans (Europäischen Wiederaufbauprogramms) erwarten: „Da es sich als unmöglich erwiesen hat, die wirtschaftliche Einheit Deutschlands zustande zu bringen, und die Ostzone gehindert worden ist, ihre Rolle im europäischen Wiederaufbauprogramm zu spielen, sind die drei Westmächte übereingekommen, zwischen ihnen und den Besatzungsbehörden in Westdeutschland eine enge Zusammenarbeit in allen Angelegenheiten herbeizuführen, die sich aus dem europäischen Wiederaufbauprogramm in Bezug auf Westdeutschland ergeben.“ Dies widersprach dem Ziel der Sowjetunion nach einer Sicherung der osteuropäischen Satellitenstaaten durch ein sowjetisch dominiertes Gesamtdeutschland. Als dem Obersten Chef der SMAD, Marschall Sokolowski, in der Kontrollratssitzung am 20. März 1948 Auskunft über bisherige Konferenzergebnisse verweigert wurde, verlas er einen vorbereiteten Text, demzufolge die sowjetische Seite ihre Mitarbeit im Alliierten Kontrollrat einstelle. Ab nun kam es vermehrt zu Behinderungen. Besonders folgenreich waren die Einschränkungen westalliierter Truppentransporte auf den Zufahrtswegen nach Berlin ab dem 1. April 1948. Die Briten und US-Amerikaner reagierten darauf ab dem 3. April mit der „Kleinen Luftbrücke“, die drei Tage lang ihre Garnisonen in Berlin versorgen musste.
Im Februar 1948 hatten die USA und Großbritannien der sowjetischen Seite im Kontrollrat eine Währungsreform in Deutschland vorgeschlagen. Zwar ergab sich der wirtschaftliche Vorteil für beide Seiten aus der zunehmenden Entwertung der Reichsmark. In dem eingesetzten Ausschuss des Kontrollrats blieb aber in den kommenden Wochen umstritten, auf welche Weise und durch wen die neue Währung kontrolliert werden sollte.
Am 16. Juni 1948 verließ die Sowjetunion nach dem Alliierten Kontrollrat auch die Berliner Alliierte Kommandantur.
Am Freitag, dem 18. Juni 1948, gaben die Westalliierten bekannt, dass am 20. Juni 1948 in ihren Besatzungszonen, mit Ausnahme der jeweiligen Sektoren in Berlin, eine Währungsreform erfolgen werde, als Zahlungsmittel werde die Deutsche Mark (DM, auch „D-Mark“) die Reichsmark (RM) ablösen.
Die weitgehende Entwertung der Reichsmark in den Westzonen ließ einen massiven Abfluss von RM von dort in die SBZ erwarten. Daher ließ die SMAD zunächst den gesamten Fußgänger-, Personenzug- und Pkw-Verkehr zwischen den Westzonen und Berlin unterbinden und den Güterverkehr auch auf den Wasserwegen streng kontrollieren. In den ersten fünf Tagen sollen dennoch etwa 90 Millionen Reichsmark in die SBZ gesickert sein. Außerdem arbeitete die Deutsche Wirtschaftskommission der SBZ unter dem Datum vom 21. Juni 1948 eine Liste weiterer Schutzmaßnahmen aus, darunter eine Währungsreform auch in der SBZ.
Am 22. Juni 1948 teilte ein SMAD-Vertreter den Vertretern der Westmächte mit, man „warne“ diese und die Berliner Bevölkerung, dass die sowjetische Seite „Sanktionen in Wirtschaft und Verwaltung anwenden werde, damit in Berlin allein die Währung der SBZ verwendet wird.“

## Beginn der Blockade

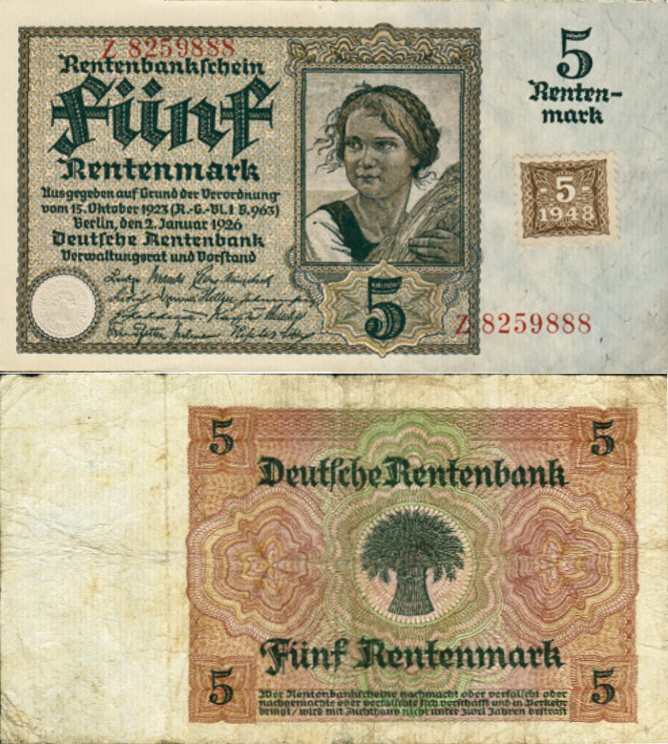
„Neugeld“ der SBZ ab 23. Juni 1948

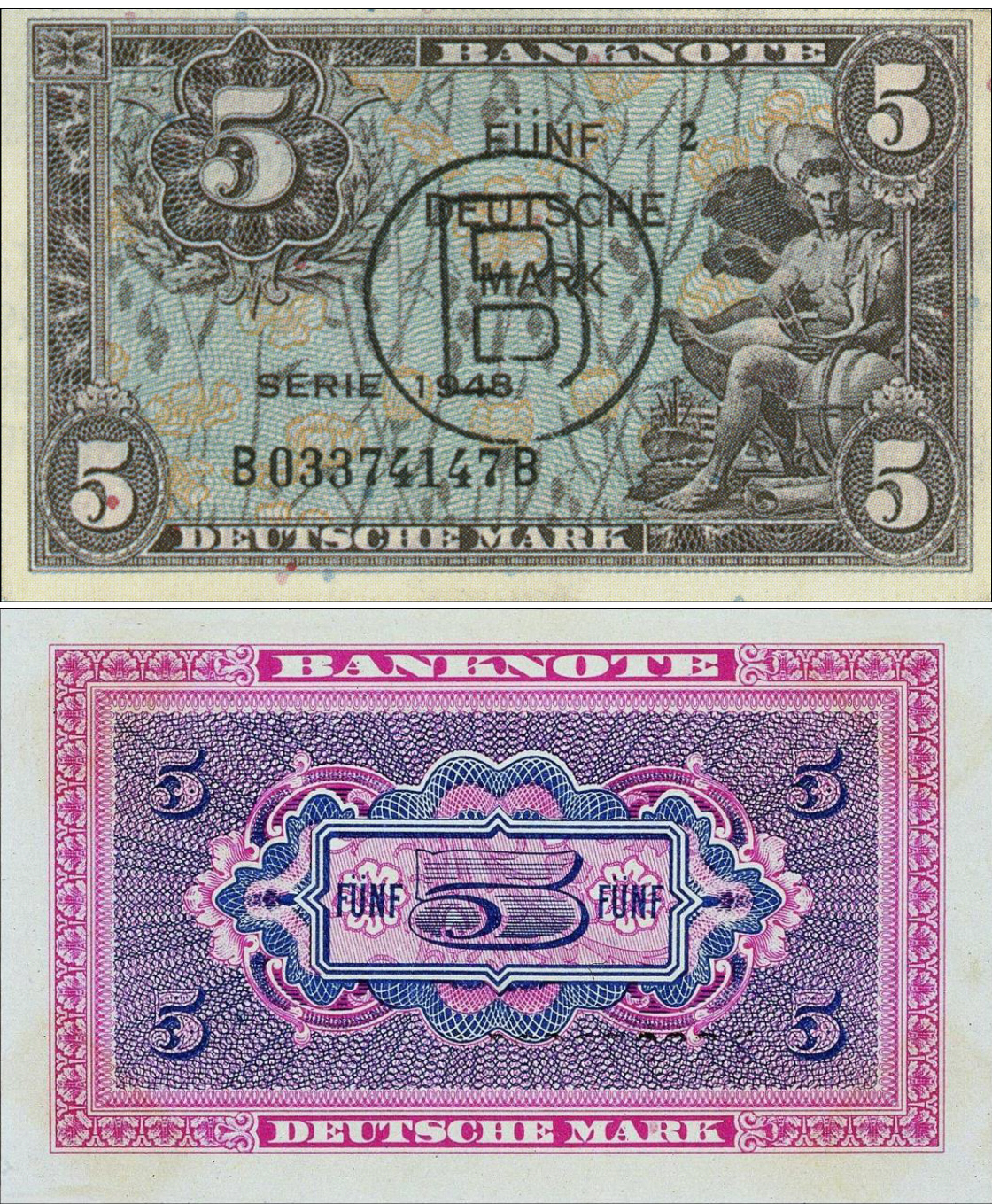
Westgeld vom 20. Juni mit ‚B‘-Stempel ab 24. Juni 1948

Der Warnung vom 22. Juni 1948 ließ die sowjetische Militäradministration schon am nächsten Tag die Sanktionen folgen:
Das Großkraftwerk Zschornewitz, das Berlin seit Jahrzehnten mit Strom versorgt hatte, stellte in der Nacht zum 24. Juni 1948 die Belieferung der Westsektoren offiziell ein. Nur einige wenige Gegenden wurden über Leitungen, die den Sektorengrenzen nicht folgten, weiter mit Strom aus dem Ostsektor versorgt. Die West-Berliner Kraftwerke konnten den fehlenden Strom nicht ersetzen. Viele Lichter in West-Berlin gingen aus. Gegen 6 Uhr am 24. Juni folgte die Unterbrechung des Güterverkehrs und Personenverkehrs auf der Autobahn von Helmstedt (britische Zone) nach West-Berlin und die Absperrung oder Unterbrechung der Schienen. Einige Tage später wurden durch Patrouillenboote entgegen der schriftlichen Zusage von 1946 auch die Fluss- und Kanalwege zwischen West-Berlin und den westlichen Besatzungszonen gesperrt. Nur mehr oder weniger eingeschränkt und kontrolliert, aber nicht total blockiert wurden dagegen der Personen- und Güterverkehr zum Ostsektor der Stadt und zur SBZ. So verkehrte die Berliner S-Bahn bis ins Umland weiter.
Bei der Veröffentlichung der bevorstehenden Unterbrechung wurde betont, eine Versorgung der Westsektoren aus der SBZ einschließlich des Ostsektors werde „nicht möglich“ sein. West-Berlin war aber mit seinen damals etwa 2,2 Millionen Menschen wie jede Stadt dieser Größe vollständig von der Belieferung von außen abhängig. Bisher kam davon 75 % aus dem Westen.
Zwar hatten die Westmächte mit Reaktionen auf die Währungsreform gerechnet, die Berlin-Blockade traf sie aber weitgehend unvorbereitet. Erschwerend kam hinzu, dass das Verhältnis zwischen Washington, London und Paris gespannt war, da man sich nicht auf ein gemeinsames Vorgehen in Berlin einigen konnte. Folglich gab es bis zur Blockade keine aufeinander abgestimmte Berlinpolitik der Westalliierten. So suchte der US-amerikanische Stadtkommandant Frank Howley noch vor einer Abstimmung mit seinen Vorgesetzten gleich nach Bekanntwerden der Blockade den Radiosender RIAS auf und versicherte: „Wir werden Berlin nicht verlassen. Wir werden bleiben. Ich weiß keine Lösung für die gegenwärtige Lage – noch nicht –, aber soviel weiß ich: Das amerikanische Volk wird es nicht zulassen, dass das deutsche Volk verhungert.“

## Angebliche Ursache der Blockade
Die Blockade war Druckmittel der sowjetischen Seite mit dem Ziel, über West-Berlin schließlich Deutschland in das eigene wirtschaftliche und politische System einzuordnen, entsprach einer Monate zuvor entwickelten Strategie der sowjetischen Seite und kann als „erste Schlacht des Kalten Krieges“ verstanden werden. Offen wurde das aber nicht gesagt. ADN, der amtliche Nachrichtendienst der SBZ, machte zwar unmittelbar nach Beginn der Blockade geltend:

„Die Transportabteilung der sowjetischen Militärverwaltung sah sich gezwungen, aufgrund technischer Schwierigkeiten den Verkehr aller Güter- und Personenzüge von und nach Berlin morgen früh, sechs Uhr, einzustellen.“

Es müsse im Verlauf der Autobahn von Helmstedt nach West-Berlin ein Dutzend Brücken repariert werden. Dagegen stand allerdings die „Warnung“ vom 22. Juni 1948 mit dem Verweis auf die Währungsreform. Den noch größeren Zusammenhang benannte Sokolowski, als er am 29. Juni 1948 seinem westlichen Kollegen, dem britischen Militärgouverneur Sir Brian Robertson, erklärte, die Blockade könne aufgehoben werden, wenn die Ergebnisse der Londoner Sechsmächtekonferenz „zur Diskussion gestellt“ würden, und am 3. Juli 1948 gegenüber Clay, Robertson und Marie-Pierre Kœnig ausführte, die „technischen Schwierigkeiten“ würden fortdauern, bis der Westen seine Pläne für eine deutsche Regierung der Trizone aufgebe. Diesen übergeordneten Zusammenhang drückte auch Stalin am 2. August 1948 gegenüber den Botschaftern der drei Westmächte in Moskau aus: Die Blockade könne aufgehoben werden, wenn zugesichert werde, dass die Umsetzung der Beschlüsse von London zurückgestellt würde.

## Während der Blockade

### Allgemeines
Die Sowjetunion verstärkte während der Blockade ihre Bemühungen, den Einfluss der kommunistischen Kräfte in Berlin zu verstärken. Mitglieder der 1946 demokratisch gewählten Stadtverordnetenversammlung, des Magistrats von Groß-Berlin und der Bezirksverordnetenversammlungen, Bezirksbürgermeister und Mitarbeiter der Berliner Behörden, die sich nicht der sowjetischen Linie unterordneten, wurden zunehmend belästigt, schließlich bedroht, als inkompetent oder „Saboteure“ diffamiert, zum Verhör vorgeladen, mit Hausdurchsuchungen überzogen, kurzzeitig festgesetzt oder von der SMAD abgesetzt und durch Linientreue ersetzt. Die tägliche Arbeit und Sitzungen im Neuen Stadthaus wurden zunehmend behindert. Immer mehr Ausschüsse verlegten daraufhin mitsamt ihrem Personal und den Akten ihren Sitz in die Westsektoren, vor allem in den Britischen Sektor. Der von der sowjetischen Besatzungsmacht eingesetzte Polizeipräsident Paul Markgraf, ein Mitglied der SED, ließ das Stadthaus mehrfach durchsuchen, verweigerte Abgeordneten und Mitgliedern des Magistrats und ihrem Personal den Zugang und ließ das Stadthaus abriegeln. Obwohl Ende Juli 1948 suspendiert, blieb er im Amt und duldete weiterhin die Lahmlegung der Stadtverordnetenversammlung durch SED-Randalierer. Daraufhin tagte ab dem 6. September 1948 die Berliner Stadtverordnetenversammlung mit Ausnahme der SED-Mitglieder im Britischen Sektor.
Am 9. September 1948 protestierten 300.000 Berliner auf dem Platz der Republik gegen die beginnende Spaltung Berlins durch die Blockade der Westsektoren und die gewalttätige Vertreibung der 1946 frei gewählten Stadtverordneten und Magistratsmitglieder aus dem Ostsektor durch die SED und die SMAD. Der Berliner SPD-Führer Ernst Reuter hielt seine weltbekannt gewordene Rede „Ihr Völker der Welt […] schaut auf diese Stadt!“ Als nach der Kundgebung Volkspolizisten verhindern wollten, dass Teilnehmer eines Protestzuges zum Alliierten Kontrollrat auch den Sowjetischen Sektor durchqueren, erschoss auf dem Pariser Platz ein Polizist den 15-jährigen Schüler Wolfgang Scheunemann.
Am 30. November 1948 erklärte eine von der SED im Sowjetischen Sektor zusammengerufene Versammlung von SED-, FDGB-, FDJ-Mitgliedern und Betriebsräten den Magistrat für abgesetzt und setzte einen provisorischen demokratischen Magistrat mit Friedrich Ebert junior als Oberbürgermeister ein. Die sowjetische Besatzungsmacht erkannte diesen sofort als den einzig rechtmäßigen Berliner Magistrat an. Damit war die politische Spaltung Berlins vollendet.
Die Legislaturperiode der im Oktober 1946 gewählten Stadtverordnetenversammlung sollte zum 20. Oktober 1948 ablaufen. Die SMAD untersagte Vorbereitungen für eine Neuwahl, die Westalliierten genehmigten sie am 7. Oktober 1948. Schließlich fand die Wahl in den Westsektoren trotz massiver Behinderungen durch SMAD und SED am 5. Dezember 1948 statt. Die Wahlbeteiligung lag bei 86 %, davon wählten etwa 64 % die SPD, 19 % die CDU. Die Abgeordneten wählten Ernst Reuter am 7. Dezember 1948 zum Oberbürgermeister – wie schon im Juni 1947, als sein Amtsantritt durch ein sowjetisches Veto verhindert worden war und bis zu seiner erneuten Wahl Louise Schroeder amtiert hatte. Die Stadtverordnetenversammlung und der Magistrat der Westsektoren Berlins hatten ab 1949 ihren Sitz im Rathaus Schöneberg.
Während der Blockade arbeiteten etwa 110.000 Menschen mit Wohnsitz in West-Berlin im sowjetischen Besatzungsgebiet (in Berlin und im Umland) und etwa 106.000 Ost-Berliner im westlichen Teil. Außerdem konnten die West-Berliner Bevölkerung und Firmen weiterhin in Ost-Berlin und in der SBZ einkaufen. Auch dort gab es allerdings nur ein knappes Angebot und Rationierungen vieler Güter. Um das Abfließen knapper Waren nach West-Berlin einzuschränken, erfolgten daher zunehmend Kontrollen durch Ost-Berliner Kräfte sowohl in der U- und S-Bahn als auch in den Straßen im Grenzbereich zwischen Ost- und West-Berlin. Zur Verbesserung der Kontrollen wurden mehr als 50 dieser Straßen bis April 1949 geschlossen. Mitgebrachte Waren wurden häufig konfisziert. Schließlich musste die Mitnahme praktisch aller Güter von Ost-Berlin nach West-Berlin zuvor beantragt und genehmigt werden.
Allerdings war die Versorgung über Lebensmittelkarten in Ost-Berlin schon vor der Blockade großzügiger als in West-Berlin. Während der Blockade wurden nun die Bezirke der SBZ durch „Solidaritätsaktionen“ wie „Der Bauer reicht Berlin die Hand“ gezwungen, sogar über das bisherige Ablieferungssoll hinaus Nahrungsmittel nach Berlin zu schicken. Die Sowjetunion wollte die gegenüber dem Westen der Stadt bessere Versorgung im Osten propagandistisch ausnutzen. So bot die SMAD beispielsweise am 21. Juli 1948 mit Befehl Nr. 80 an, ab August auch West-Berliner mit Lebensmitteln und Brennstoff zu versorgen. Jeder West-Berliner bekäme hierzu einen Ost-Berliner Bezirk zugeteilt, in dem er sich registrieren lassen könne, ausdrücklich auch für den Bezug von Frischmilch, die bis dahin durch die Luftbrücke kaum geliefert wurde. Von diesem Angebot machten allerdings höchstens 103.000 West-Berliner Gebrauch. Diese und weitere Aktionen führten aber dazu, dass sich in der Bevölkerung der SBZ, die selbst deutlich schlechter als Berlin versorgt war, massiver Unmut äußerte.

### Suche nach einer Lösung
Die Regierungen der Westmächte standen schon im Vorfeld der Blockade Berlins vor der Entscheidung, die Stadt aufzugeben. Es gibt widersprüchliche Angaben dazu, welche der führenden westlichen Militärs und Politiker sich für oder gegen militärische Maßnahmen zugunsten von West-Berlin ausgesprochen haben:
Das eine Extrem der Auffassungen wurde durch den britischen Militärgouverneur Robertson verkörpert. Er hatte schon vor der Blockade intern geäußert, Berlin sei auf Dauer nicht als alliiert verwaltete Stadt inmitten einer sowjetisch besetzten Zone zu halten. Das entsprach damals der Meinung der Mehrheit der Westdeutschen. Am 20. Juni 1948 empfahl Robertson in einem geheimen Schreiben an den politischen Berater des britischen Außenministeriums bei der Kontrollkommission William Strang, von Berlin als Viersektorenstadt abzugehen und es stattdessen als Hauptstadt eines „großen Teils“ von Deutschland anzustreben. Zur Lösung der Deutschen Frage sollten freie Wahlen in ganz Deutschland abgehalten werden, aus denen nach seiner Schätzung die sozialistischen Kräfte als Verlierer hervorgehen müssten. Dieser „Robertson-Plan“ wurde von der britischen Regierung aber als zu riskant und politisch undurchführbar abgelehnt.
Am anderen Ende des Meinungsspektrums stand Winston Churchill, immerhin Oppositionsführer im britischen Unterhaus: Am 17. April 1948 schlug er dem damaligen stellvertretenden US-amerikanischen Außenminister Robert A. Lovett unter Hinweis auf das noch bestehende Kernwaffen-Monopol der USA vor, die Sowjetunion aufzufordern, Berlin und die SBZ zu räumen, andernfalls würden „ihre Städte ausradiert“. Auch dieser Vorschlag wurde abgelehnt. Etwas gemäßigter zugunsten einer militärischen Intervention äußerte sich beispielsweise – nach vielen Autoren – General Clay. Er war der Meinung, dass ein Zurückweichen der Westalliierten in Berlin zu einem weiteren Vordringen der Sowjetunion führen würde, und konnte sich dabei auf die Truman-Doktrin berufen, die den Kampf gegen den Kommunismus zum Ziel hatte. Schon am 13. April 1948 hatte er in Frankfurt am Main erklärt: Niemand kann uns aus Berlin vertreiben! Am 12. April 1948 soll er US-Armee-Chef Omar N. Bradley vorgeschlagen haben, der Sowjetunion bei einer erneuten Blockade mitzuteilen, dass die westalliierten Garnisonen in Berlin Verstärkung brauchten, und dann demonstrativ je eine US-amerikanische, britische und französische Division bei Helmstedt aufzustellen und über die Autobahn nach Berlin einmarschieren zu lassen. Bradley allerdings habe abgelehnt, er halte einen solchen Plan angesichts längerfristiger Ziele in den Westzonen „derzeit nicht für wünschenswert“. Nach anderer Darstellung allerdings war es General LeMay, der Mitte April 1948 an Stelle der schließlich eingerichteten Kleinen Luftbrücke dafür plädiert habe, Bodentruppen nach Berlin zu schicken und zugleich (atomwaffenfähige) B-29-Bomber in Begleitung mit Kampfflugzeugen in Richtung sowjetische Luftstützpunkte in der SBZ fliegen zu lassen. Clay habe wegen der Gefahr einer Eskalation sein Veto gegen LeMays Vorschlag eingelegt. Zwei Monate später, nach Beginn der Berliner Blockade, soll LeMay seinen Vorschlag wiederholt haben. Mit ihm soll nun auch Clay für eine militärische Lösung geworben haben: Von Heidelberg, wo er zu einer Besprechung war, flog er sofort zurück nach Berlin und trug dort seinen britischen und französischen Kollegen vor, er sei sicher, die Russen würden lediglich bluffen. Er wolle, bevor seine militärischen Vorgesetzten und der US-Präsident ihm das untersagen könnten, in Übereinstimmung mit LeMay zum Brechen der Blockade 6000 Mann auf der Autobahn nach West-Berlin in Bewegung setzen. Techniker könnten dann die Brücken reparieren – falls wirklich etwas defekt an ihnen sei. Botschafter Murphy soll Clay darin unterstützt haben. Nach dem Plan Clays sollte LeMay, falls die Sowjets diese Bodentruppen angriffen, alle sowjetischen Flugplätze und Flugzeuge in Deutschland durch Luftangriffe vernichten. Am 25. Juni 1948 bekräftigte Clay gegenüber der Presse, nur ein Krieg könne die USA aus Berlin vertreiben. Am selben Tag wandte er sich über eine Telefonkonferenz an seine Vorgesetzten im Department of the Army in Washington und trug vor, die Bevölkerung von West-Berlin werde in zwei oder drei Wochen ernsthaft in Not kommen. Er sei überzeugt, dass ein Versorgungskonvoi mit Truppenunterstützung von den Westzonen aus Berlin erreichen könne, und dass solch eine Machtdemonstration die Entwicklung zu einem Krieg eher verhindern als begünstigen werde. In für ihn typischer Weise hatte Clay aber schon vor Klärung dieser Frage am 24. Juni 1948 den Kommandanten der US Air Forces in Europa Curtis E. LeMay angerufen und um das Einfliegen von Lebensmitteln nach West-Berlin gebeten. US-Präsident Harry S. Truman lehnte zwar schließlich aufgrund des Risikos einer Kriegsprovokation eine militärische Aktion ab. Daher wurde es Clay am 26. Juni 1948 untersagt, etwas zu unternehmen, was die Gefahr eines Kriegs mit sich bringe. Immerhin ordnete Truman aber am 28. Juni 1948 an, drei Groups der atomwaffenfähigen Langstreckenbomber B-29 der US Air Force nach Europa zu überführen. Eine davon war kurzzeitig auf dem Flugplatz Fürstenfeldbruck in Bayern stationiert, bevor sie zu den beiden anderen nach England verlegt wurde. Die Maschinen waren allerdings nicht mit Atombomben bestückt.
Andere Autoren wiederum machen geltend, dass es gerade Clay (wie schon im April 1948) und LeMay waren, die von militärischer Drohung abrieten: So habe beispielsweise LeMay gegenüber Präsident Truman zu einer Luftbrücke geraten, denn es sei „unnötig“, zum Entsatz von Berlin Bodentruppen einzusetzen.
Übereinstimmend wird berichtet, dass Clays britischer Kollege Robertson sich stets strikt gegen den Einsatz militärischer Gewalt zur Brechung der Blockade erklärte. Das würde Krieg bedeuten. Die britische Seite würde dazu keine Unterstützung geben, und die französische wohl auch nicht. Als Clay schließlich Aktionen militärischer Art untersagt wurden, schlug Robertson vor, die seit der Kleinen Luftbrücke von Anfang April 1948 auf niedrigem Niveau fortgesetzte Versorgung der britischen und US-amerikanischen Garnisonen über die Luft (Operation Knicker) auszuweiten auf eine Luftbrücke, die auch die Zivilbevölkerung aller drei Westsektoren versorgen könnte. Clay nahm diesen Gedanken sofort auf.

### Berliner Luftbrücke

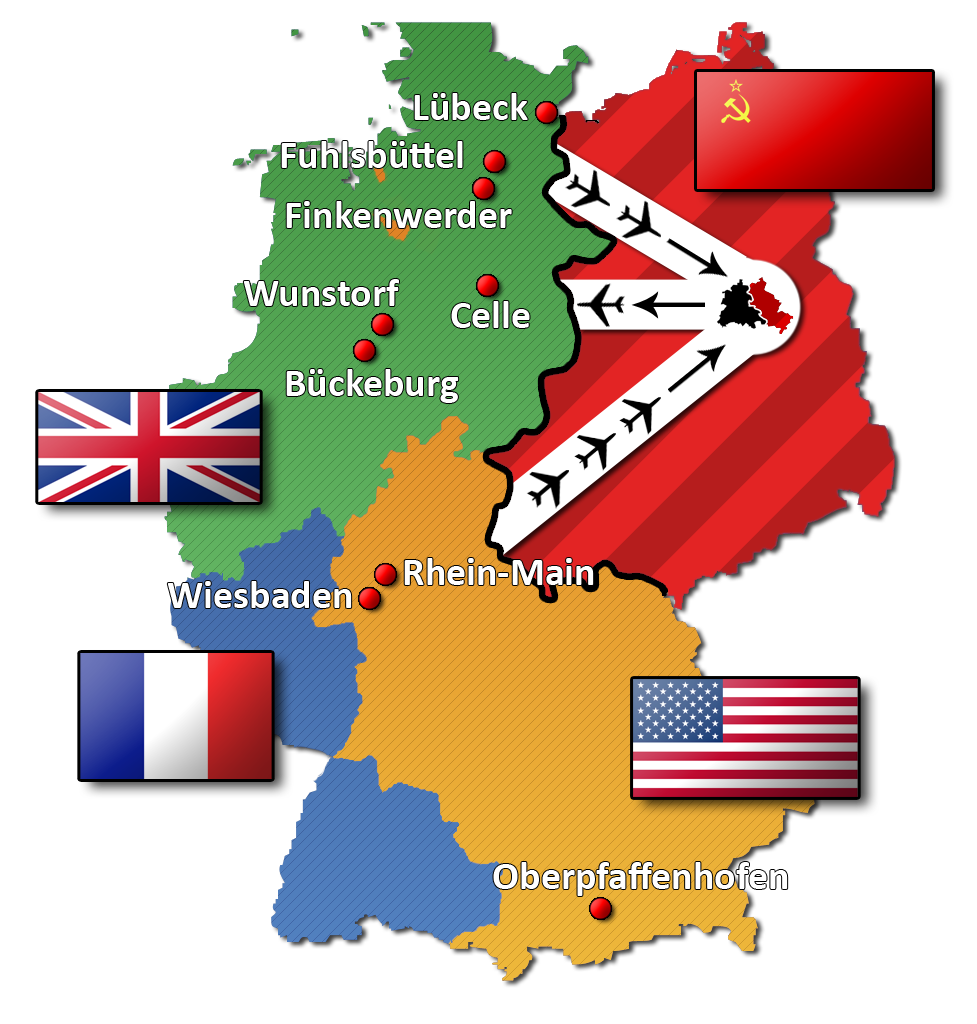
Luftbrücke von den westlichen Besatzungszonen aus

Berliner beobachten die Landung eines „Rosinenbombers“ auf dem Flughafen Tempelhof, 1948
Fotografie von Henry Ries

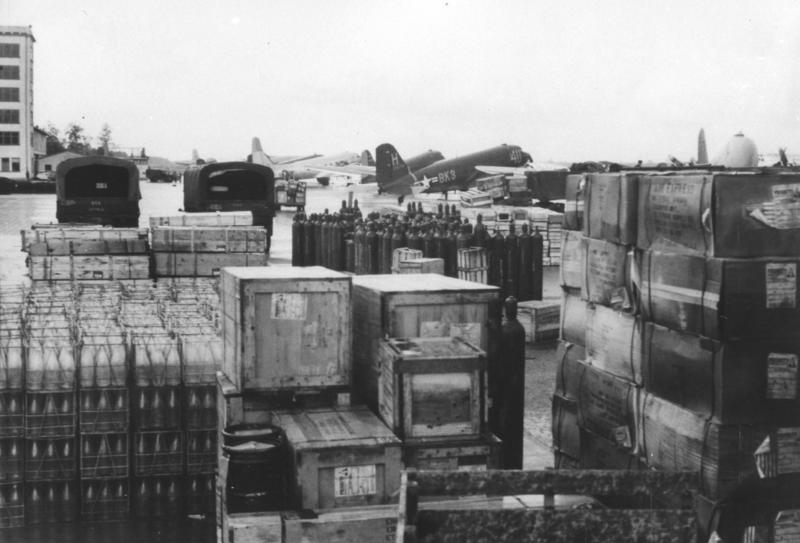
Güter für West-Berlin, Frankfurt am Main im Juli 1949

Der Chef der britischen Luftwaffenverbände in Berlin Reginald „Rex“ Waite hatte nach der „Kleinen Luftbrücke“ von Anfang April 1948 ausarbeiten lassen, wie die Westsektoren Berlins einige Wochen lang in einer Operation Knicker über eine Luftbrücke versorgt werden könnten. Unter Bezug hierauf befahl General Clay am 25. Juni 1948 die Errichtung einer Luftbrücke. Am 26. Juni flog die erste Maschine der US-amerikanischen Luftwaffe zum Flughafen Tempelhof in Berlin und startete damit die Operation Vittles (Operation Proviant). Die britische Luftwaffe beteiligte sich an dem Unternehmen mit Operation Carter Patterson, bald umbenannt in Operation Plainfare.
Die ungünstige militärische Lage und die Schwierigkeit einer Versorgung über die Luftwege war auch den Berliner Politikern bewusst. Der gewählte Berliner Bürgermeister Reuter äußerte am 25. Juni 1948 nach Erinnerung Willy Brandts, er bewundere zwar Clays Entschlossenheit, glaube aber nicht, dass auf diese Weise die Versorgung möglich sei. Auch Otto Suhr, damals immerhin Vorsteher der Berliner Stadtverordnetenversammlung, meinte, die West-Alliierten würden schließlich aufgeben und Berlin verlassen. Entsprechend gaben im Juli 1948 von Westalliierten befragt 86 % der Berliner an, Berlin würde trotz der Luftbrücke nicht über den Winter kommen, sondern in einigen Monaten gegenüber den Russen kapitulieren müssen. Das sagten die Ost-Berliner Medien ohnehin voraus. Auch in den Westzonen stieß die Unterstützung des eingeschlossenen West-Berlins durch Abgaben wie dem Notopfer Berlin auf Skepsis und Kritik. In der West-Berliner Bevölkerung aber nahm mit der Fortsetzung der Luftbrücke die Zuversicht zu. Eine Umfrage im Oktober 1948 durch die US-Militärregierung erbrachte, dass nun neun von zehn Berlinern strikt erklärten, sie würden die Bedingungen der Blockade einer kommunistischen Herrschaft vorziehen. 85 % der Befragten waren jetzt zuversichtlich, dass die Luftbrücke sie über den Winter bringen würde.

### „General Winter“ versagt
Die Aussicht, mit einer Luftbrücke die Westsektoren zu versorgen, wurde seitens der westlichen Alliierten zunächst als schlecht eingeschätzt. Die Luftbrücke sollte vielmehr vor allem Zeit für Verhandlungen gewinnen helfen. Von Anfang an war klar, dass die Wintermonate besonders schwierig werden würden: Der Hungerwinter 1946/47 zwei Jahre zuvor war auch in Berlin extrem hart und lang gewesen. Er hatte in Zusammenwirken mit der Unterernährung weiter Teile der Bevölkerung und der Zerstörung vieler Wohnungen zu mehreren Tausend Kältetoten geführt. Die westlichen Alliierten schätzten, dass selbst bei durchschnittlichem Wetterverlauf wegen schlechter Sicht, beeinträchtigter Start- und Landebahnen und Vereisungen der wartenden Flugzeuge im Winter etwa 30 % weniger Tonnage als im Sommer eingeflogen werden könnte. Zugleich aber würde der Bedarf an Kohle für die Heizungen deutlich zunehmen. Alle Lagerbestände würden unter diesen Umständen bis zur dritten oder vierten Januarwoche aufgebraucht sein. Der britische Befehlshaber Robertson erklärte seinem außenpolitischen Berater Strang daher um die Jahreswende 1948/49, „alles würde vom Wetter abhängen“. Noch im Februar 1949 beharrte er darauf, dass die Luftbrücke West-Berlin „nicht auf Dauer“ werde versorgen können. Die sowjetische Seite rechnete damit, dass „General Winter“ ihr wie während des Zweiten Weltkriegs auch dieses Mal zu Hilfe kommen würde. Zugunsten West-Berlins allerdings versagte „General Winter“ während der Blockade seine Mitarbeit: Schon der Winter 1947/48 war weniger streng gewesen. Der Winter während der Blockade wurde regelrecht mild: Die durchschnittlichen Temperaturen erinnerten mehr an einen späten Herbst oder ein beginnendes Frühjahr. Gab es im Winter 1946/47 noch 65 Tage, an denen das Thermometer in der Wetterstation Dahlem unter null Grad Celsius blieb, so waren es 1947/48 nur 14 Tage und während des Blockadewinters sogar nur elf Tage. Die Folge war, dass die Luftbrücke den Bedarf der Westsektoren an Kohle und Lebensmitteln auch im Winter knapp einfliegen konnte. Bei einer Tagesration von 400 Gramm Brot, 50 Gramm Nährmittel, 40 Gramm Fleisch, 30 Gramm Fett, 40 Gramm Zucker, 400 Gramm Trockenkartoffeln und 5 Gramm Käse für den „normalen Verbraucher“ verhungerten die West-Berliner nicht, wenn sie auch ständig hungrig waren. Bei einer Zuteilung von 12,5 Kilogramm Holz, Kohle oder Kohleersatz pro Kopf für den gesamten Winter war an gut geheizte Wohnungen nicht zu denken, aber die öffentlichen Wärmestuben waren eine Ergänzung. Strom und Gas waren tagsüber meistens abgeschaltet, daher wurde nachts gekocht. Hier fanden die bereits im Ersten Weltkrieg propagierten Kochkisten wieder breite Verwendung, um das Essen anzukochen und bis mittags fertig garen zu lassen.

### Versorgung knapp gesichert
Die Westalliierten konnten durch immer bessere Organisation, mehr und besser geschultes Personal sowie mehr und größere Flugzeuge laufend steigende Frachtleistungen erzielen. Strom, Kohle für Heizungen und Lebensmittel mussten zwar weiterhin rationiert werden, aber die Versorgung besserte sich allmählich und war schließlich für manche Güter besser als vor der Blockade. In bescheidenem Umfang konnten sogar in den Westsektoren produzierte Güter als Luftfracht wieder in die Westzonen exportiert werden. Ausschlaggebend waren umfassende Sparmaßnahmen. So stellten beispielsweise U-Bahnen und Straßenbahnen zwischen 18 Uhr abends und 6 Uhr morgens den Betrieb ein, Busse verkehrten gar nicht.

### Tödliche Zuspitzung
Als die Luftbrücke nicht aufgegeben wurde, sondern ihre Leistung fortwährend steigerte, behinderte die sowjetische Seite zunehmend die Luftkorridore. Das geschah beispielsweise durch Manöver am Boden mit Einschießen von Granaten in die Korridore, vor allem aber durch Eindringen sowjetischer Flugzeuge in die Korridore, die sich dann bewusst den schwerfälligen Frachtmaschinen näherten und um sie herum Manöver flogen.
Am 14. Oktober 1948 suchte Clay seinen sowjetischen Kollegen Sokolowski auf. Der bestritt jedes Fehlverhalten der sowjetischen Seite; vielmehr sei eine C-54 provokativ außerhalb des Korridors geflogen. Derartige in letzter Zeit wiederholte Verstöße seitens der US-amerikanischen Flieger hätten nunmehr die Vereinbarung von 1945 über die westalliierten Luft-Korridore ungültig gemacht. Clay forderte daraufhin bei LeMay Kampfflugzeuge zum Schutz des Luftkorridors an. Am 18. Oktober 1948 soll es ebenfalls im Luftkorridor über Berlin nach Eröffnung des Feuers durch ein sowjetisches Flugzeug zum Abschuss einer sowjetischen Jak und zur Beschädigung mehrerer Jaks durch US-amerikanische Kampfflugzeuge gekommen sein.

### Gegenblockade
Seit September 1948 untersagten die Westmächte, bestimmte Güter in die SBZ zu liefern, und machten den Export anderer Güter von Lizenzen abhängig: In zunehmendem Umfang wurden absolut exportuntersagte Waren in einer A-Liste erfasst, zulassungsbedürftige Waren in einer B-Liste. Im April 1949 beklagte Heinrich Rau, Vorsitzender der ostdeutschen Wirtschaftskommission, einen Zustand der wirtschaftlichen Stagnation in der SBZ, der dem Abschneiden von Westdeutschland zuzuschreiben sei. Am 6. Mai 1949 befahl Tjulpanow seitens der SMAD, in Anbetracht der abzusehenden Aufhebung der Konter-Blockade die Vorräte wieder aufzustocken. Zugleich allerdings wurden Beamte der Wirtschaftskommission darüber unterrichtet, dass die Berlin-Blockade wieder aufgenommen werde, sowie die Verknappung der ostdeutschen Wirtschaft beseitigt sei, falls die West-Sektoren nicht bis Herbst „gefallen“ wären.
Die Wirkung dieses westlichen Embargos wurde dadurch verstärkt, dass die Wirtschaft der SBZ auch nach der Währungsreform von 1948 zunächst in einem schlechten Zustand verblieb: Bis Ende 1947 waren als Reparationsleistungen vermutlich 65 % der industriellen Kapazität in die Sowjetunion abtransportiert worden. Außerdem mussten immer noch hohe Abgaben an die Sowjetunion aus der laufenden Produktion erbracht werden. Hinzu kamen Umstellungsprobleme durch die Bodenreform und die politisch gewünschte Schwächung der privaten Wirtschaft zugunsten Sowjetischer Aktiengesellschaften und Volkseigener Betriebe. Wirtschaftliche Impulse wie in der Westzone der Marshallplan fehlten in der SBZ. Seit Anfang 1949 flohen monatlich Zehntausende von dort in den Westen, viele davon in berufstätigem Alter und gut ausgebildet. Mitte 1949 waren 398.000 Ost-Deutsche arbeitslos gemeldet.

## Ende der Blockade

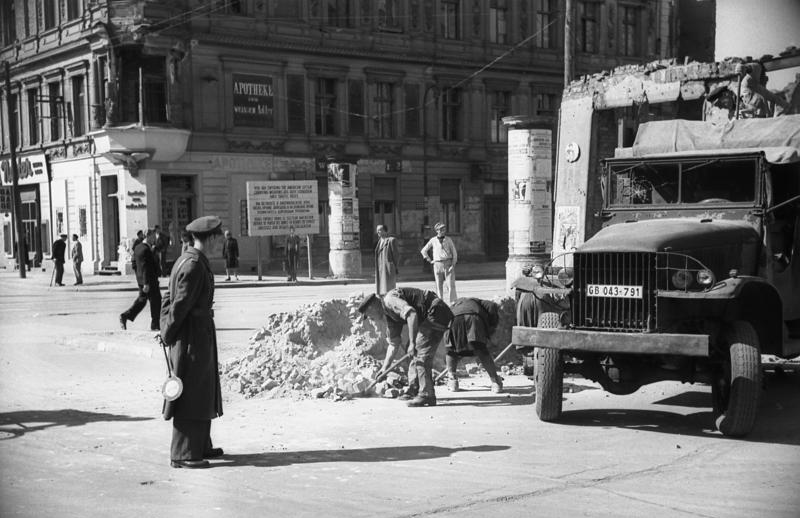
Entfernung einer Straßensperre in der Friedrichstraße nach der Blockade, Mai 1949

Die Luftbrücke konnte offenkundig die Versorgung West-Berlins längere Zeit zumindest im Sommer und während milden Winterwetters gewährleisten. Politisch demonstrierte sie außerdem den Willen der Westmächte, West-Berlin vor einer sowjetischen Annexion zu bewahren. Die West-Berliner Bevölkerung empfand die Blockade als Teil der sowjetischen Bedrohung. Dagegen hatte sich das Verhältnis der drei westlichen Alliierten untereinander und zur West-Berliner Bevölkerung durch die Vorkommnisse deutlich verbessert. Außerdem gab es die nachteiligen Folgen der Gegen-Blockade auf die Wirtschaft der SBZ und von Ost-Berlin. Die Sowjetunion verhandelte daher seit Februar 1949 insgeheim mit den Westmächten über die Beendigung der Blockade. Auf der Grundlage des Jessup-Malik-Abkommens ließ General Tschuikow schließlich durch Befehl Nr. 56 die Blockade aufheben: Kurz vor Mitternacht vom 11. auf den 12. Mai 1949 wurden die Westsektoren wieder mit Strom versorgt und um 0:01 Uhr wurde die Blockade der Verkehrswege zu Land und Wasser aufgehoben. Es kam mit mehreren erneuten Einschränkungen und entsprechenden Protesten der westlichen Stadtkommandanten schließlich bis zum Herbst 1949 wieder zu einer Lage der Verkehrswege, wie sie vor Beginn der Blockade seitens der sowjetischen Seite zugestanden worden war. Die Flüge der Luftbrücke wurden schrittweise verringert, bis Lagerbestände für etwa zwei Monate erreicht waren, dann am 30. September 1949 offiziell eingestellt.
US-Kommandant Clay hatte während der Luftbrücke in Auseinandersetzungen mit vorgesetzten Dienststellen schon mehrfach um seine Versetzung gebeten, am 15. Mai 1949 reichte er tatsächlich seinen Rücktritt als Militärgouverneur ein. Zur Abschiedsfeier würdigte Bürgermeister Reuter Clays Wirken für die Stadt; auch der Präsident des Parlamentarischen Rates Konrad Adenauer, bald darauf der erste westdeutsche Bundeskanzler, war angereist.

## Folgen der Blockade

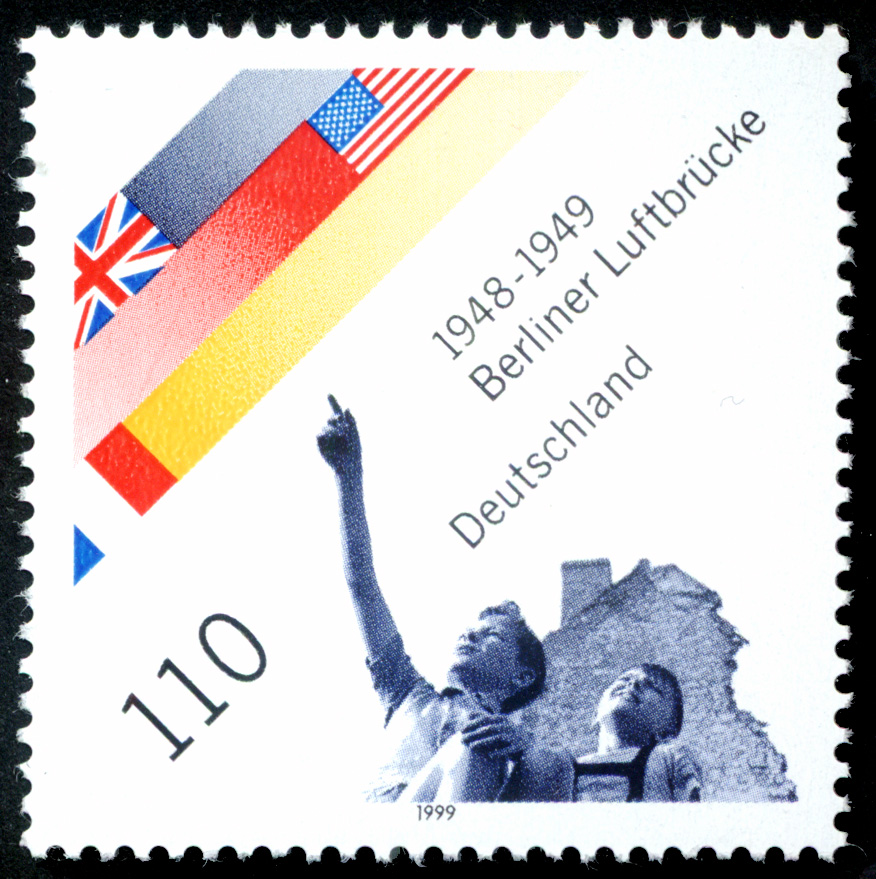
50. Jahrestag der Beendigung der Blockade Berlins: Deutsche Sonderbriefmarke von 1999

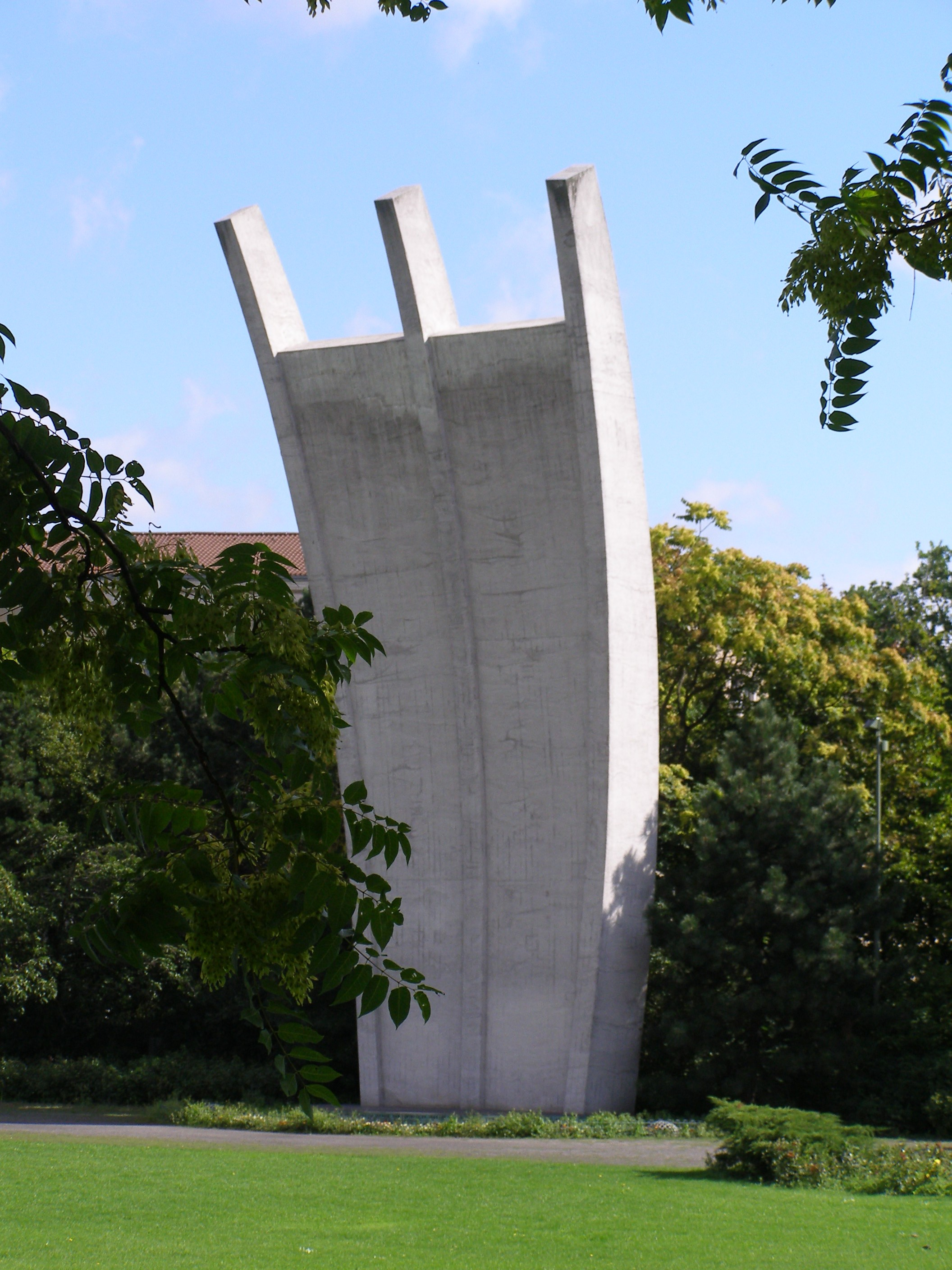
Luftbrückendenkmal in Berlin-Tempelhof

### Übergeordneter politischer Zusammenhang
Egon Bahr, selbst betroffen von der Blockade und später Mitentwickler und Berater Willy Brandts in der Entspannungspolitik, urteilte:

„Von Lenin soll der Ausspruch stammen: Wer Berlin hat, hat Deutschland, und Deutschland ist der Schlüssel für Europa. Die im Juni 1948 beginnende Blockade Berlins durch die Sowjetunion ist die erste Schlacht des Kalten Krieges – und endete mit einer Niederlage Stalins: Der Einsatz seiner ‚Hungerwaffe‘ misslang, etwa zwei Millionen Einwohner der Westsektoren der Stadt wurden von den Amerikanern 15 Monate lang über eine Luftbrücke mit lebenswichtigen Gütern versorgt.“

Durch die sowjetische Blockade verfestigte sich der bereits in der Weimarer Republik angelegte antikommunistische Grundkonsens im Westen. Sonderaktionen wie etwa zu Weihnachten 1948 und Ostern 1949 und Gesten wie die vom Piloten Gail Halvorsen initiierte Operation Little Vittles sowie eine intensive Öffentlichkeitsarbeit und die Kenntnis der tödlichen Unfälle auf westalliierter Seite im Rahmen der Luftbrücke brachten allmählich Zuversicht und zunehmende Anerkennung der westalliierten Hilfe. In den Westzonen und für die West-Berliner „‚Insulaner‘ und Weltbürger zugleich“ kam es durch die Berlin-Blockade und die Luftbrücke zu einem Übergang in der Wahrnehmung: Aus Besatzern wurden populäre Schutzmächte gegenüber der nun endgültig als Bedrohung wahrgenommenen Sowjetunion, gar „herzlich war der Kontakt der politischen Klasse zu den Briten, Franzosen und Amerikanern“. Blockade und Luftbrücke wurden so zum Wendepunkt der Beziehungen zwischen den besiegten Deutschen und den Westalliierten und trugen zusammen mit dem Marshallplan zur Verbesserung insbesondere der deutsch-amerikanischen Beziehungen bei.
Als Zeichen des aufziehenden Kalten Krieges wurde am 4. April 1949 in Washington ein transatlantisches Verteidigungsbündnis, die NATO, abgeschlossen. Auch die Gründung eines Weststaates, der Bundesrepublik Deutschland, die vorerst nur für den Westen Deutschlands handeln konnte, obwohl sie nach eigenem Verständnis für Gesamtdeutschland Verantwortung trug, stand unter dem Eindruck der Berliner Blockade. Am 23. Mai 1949 wurde das Grundgesetz verkündet, das aber nach Maßgabe der Alliierten für Berlin (zunächst) nicht gelten sollte.
Noch weitere zwei Mal war Berlin Schauplatz eines schweren Konfliktes: 1958 stellte Chruschtschow sein Berlin-Ultimatum, in dem er die Umwandlung der Stadt zu einer so genannten Freien Stadt forderte, und 1961 wurde die Berliner Mauer errichtet.

### Folgen vor Ort
Infolge der Blockade wurde in West-Berlin die Bevorratung von Nahrungsmitteln, Rohstoffen und anderen lebensnotwendigen Gütern für die Bevölkerung, später als Senatsreserve bezeichnet, angeordnet.
1951 wurde zum Gedenken an die Luftbrücke und ihre Opfer das Luftbrückendenkmal (auch „Hungerharke“ bzw. „Hungerkralle“ genannt) in Berlin errichtet. Seit 1985 beziehungsweise 1988 stehen auch jeweils eine Kopie am Flughafen Frankfurt Main und am Heeresflugplatz Celle. Die drei Streben am Ende der Figur verweisen auf die damals genutzten Luftkorridore.
1959 wurde durch Willy Brandt die gemeinnützige Stiftung Luftbrückendank errichtet. Nach seinem Spendenaufruf kamen rund 1,6 Millionen DM zusammen. Aus den Zinsen des Stiftungskapitals konnten Angehörige der Opfer der Luftbrücke finanziell unterstützt werden. Heute fördert die Stiftung Projekte und Ideen, die sich mit dem Thema „Luftbrücke und Berlin-Blockade“ auseinandersetzen.